# Splendor: A Luxe Novel
Splendor: A Luxe Novel è un romanzo del 2009 della scrittrice Anna Godbersen.

## Trama
Con il passaggio della primavera e l'avvento dell'estate, Elisabetta apprezza il suo nuovo ruolo di giovane moglie, mentre la sorella, Diana, cerca avventura all'estero. Ma quando viene alla luce un indizio sorprendente sulla morte del padre, (ucciso nel Klondike dopo aver intestato a Will Keller il lotto su cui E. aveva vissuto la sua breve vita matrimoniale con Will) le ragazze Holland si chiedono a quale costo si acquisisce una vita di splendore. 
Carolina Broad, il nuovo tesoro della società,  lotta con il suo passato, ignaro di come potrebbe bruciare il suo futuro. Penelope Schoonmaker è finalmente la regina di Manhattan, ma quando un vero principe visita la città, comincia a bramare un titolo che viene fornito con una corona. Suo marito, Henry, è coraggiosamente andato in guerra, solo per scoprire che la regola del padre si estende ben oltre i confini di New York e che la lotta per l'amore può rivelarsi una battaglia persa. Costretto a tornare a New York, dopo la morte del padre ha l'occasione di fuggire finalmente a Parigi con Diana. Ma ancora una volta non c'è spazio per l'amore e dopo aver dato l'addio a Diana ritorna alla vita di finzioni con Penelope a sua volta abbandonata dal principe.
Nella conclusione drammatica della serie bestseller Luxe, nella New York socialite più abbagliante si inseguono i sogni, ci si aggrappa alle promesse, e si tenta la sorte. Ma come sempre il premio è alla falsità ed all'inganno.